# Saint-Jean-Rohrbach
Pour les articles homonymes, voir Saint-Jean et Rohrbach.
Saint-Jean-Rohrbach [sɛ̃ ʒɑ̃ ʁɔʁbak] est une commune française située dans le département de la Moselle et le bassin de vie de la Moselle-Est.

## Géographie

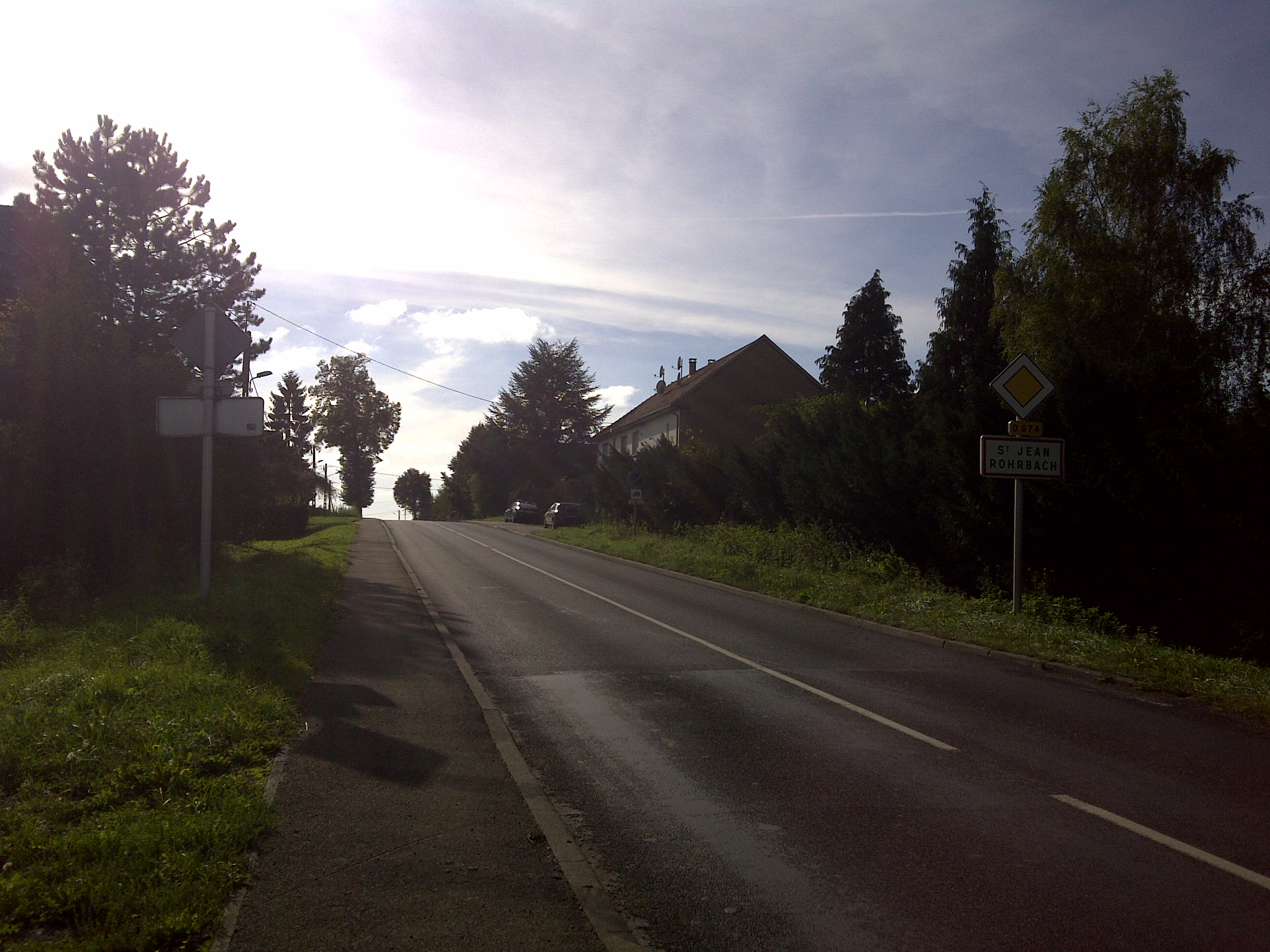
Début du village en venant de Puttelange-aux-Lacs.

### Localisation
Le village de Saint-Jean-Rohrbach est situé à l'est du département français de la Moselle, en région Lorraine. Il se trouve à mi-chemin entre Metz, la préfecture du département et Strasbourg et à proximité de Sarreguemines. Saint-Jean-Rohrbach compte environ 1 000 habitants.

### Communes limitrophes
Avec une population d'un peu plus de 3 000 habitants, Puttelange-aux-Lacs est la commune limitrophe la plus peuplée (chiffres 2010).

|                         | Hoste               | Puttelange-aux-Lacs     |
| Leyviller               | Saint-Jean-Rohrbach | Rémering-lès-Puttelange |
| Diffembach-lès-Hellimer |                     | Hilsprich               |

### Voies de communication et transports

#### Voies de communication
La commune est desservie par la route D 674 (anciennement route nationale 74) et la route D 156d.

#### Transports

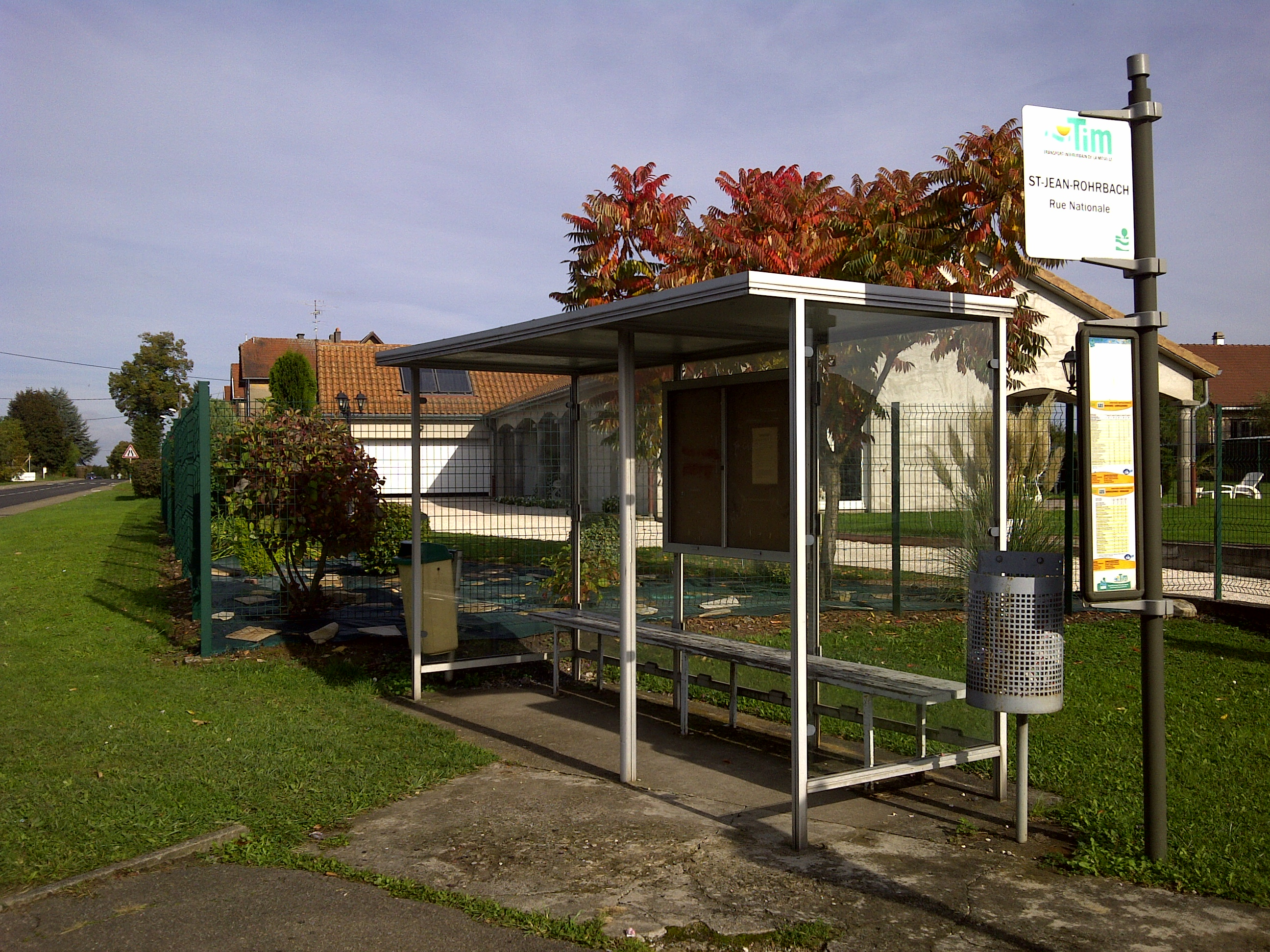
Arrêt de bus "Rue Nationale" à Saint-Jean-Rohrbach.

Saint-Jean-Rohrbach est desservie par deux lignes du réseau TIM :
| Ligne | Desserte                       |
| ----- | ------------------------------ |
| 121   | Morhange - Sarreguemines       |
| 177   | Morhange - Saint-Jean-Rohrbach |

### Hydrographie
La commune est située dans le bassin versant du Rhin au sein du bassin Rhin-Meuse. Elle est drainée par le ruisseau le Buschbach, le ruisseau le Ruhbrecher et le ruisseau le Schnappbach.
Le Buschbach, d'une longueur totale de 15,3 km, prend sa source dans la commune de Altrippe et se jette  dans l'Albe en limite de Kappelkinger et de Nelling, après avoir traversé huit communes.

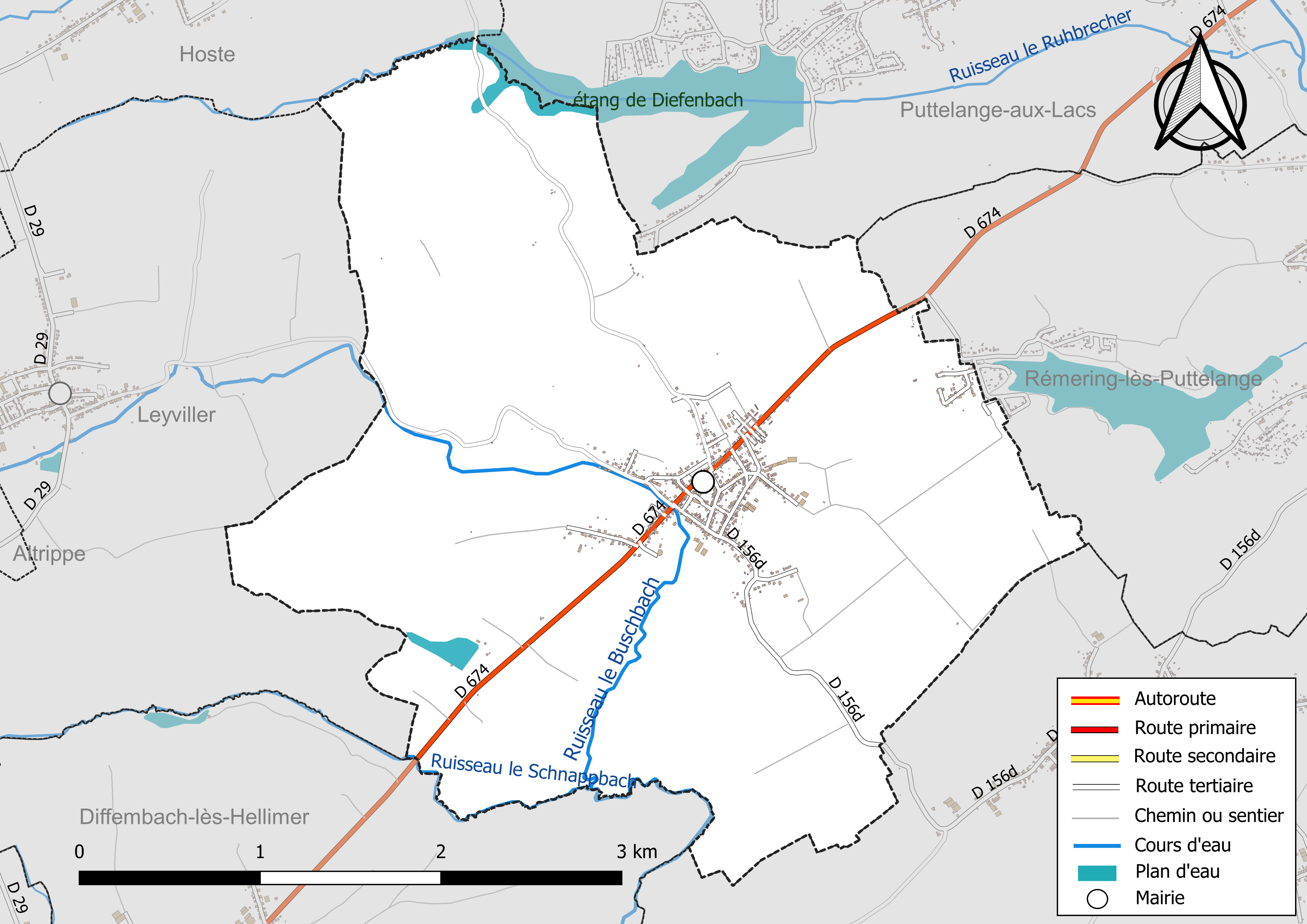
Réseaux hydrographique et routier de Saint-Jean-Rohrbach.

La qualité des eaux des principaux cours d’eau de la commune, notamment du ruisseau le Buschbach, peut être consultée sur un site spécial géré par les agences de l’eau et l’Agence française pour la biodiversité.

### Climat
Pour des articles plus généraux, voir Climat du Grand Est et Climat de la Moselle.
En 2010, le climat de la commune est de type climat des marges montargnardes, selon une étude du Centre national de la recherche scientifique s'appuyant sur une série de données couvrant la période 1971-2000. En 2020, Météo-France publie une typologie des climats de la France métropolitaine dans laquelle la commune est exposée à un climat semi-continental et est dans la région climatique  Lorraine, plateau de Langres, Morvan, caractérisée par un hiver rude (1,5 °C), des vents modérés et des brouillards fréquents en automne et hiver. 
Pour la période 1971-2000, la température annuelle moyenne est de 9,9 °C, avec une amplitude thermique annuelle de 17,1 °C. Le cumul annuel moyen de précipitations est de 803 mm, avec 11,7 jours de précipitations en janvier et 9,2 jours en juillet. Pour la période 1991-2020, la température moyenne annuelle observée sur la station météorologique de Météo-France la plus proche, « Kappelkinger_sapc », sur la commune de Kappelkinger à 6 km à vol d'oiseau, est de 10,6 °C et le cumul annuel moyen de précipitations est de 772,6 mm. 
La température maximale relevée sur cette station est de 38,8 °C, atteinte le 25 juillet 2019 ; la température minimale est de −19,6 °C, atteinte le 26 décembre 2010,,. 
Les paramètres climatiques de la commune ont été estimés pour le milieu du siècle (2041-2070) selon différents scénarios d'émission de gaz à effet de serre à partir des nouvelles projections climatiques de référence DRIAS-2020. Ils sont consultables sur un site spécial publié par Météo-France en novembre 2022.

## Urbanisme

### Typologie
Au 1er janvier 2024, Saint-Jean-Rohrbach est catégorisée commune rurale à habitat dispersé, selon la nouvelle grille communale de densité à sept niveaux définie par l'Insee en 2022.
Elle est située hors unité urbaine. Par ailleurs la commune fait partie de l'aire d'attraction de Sarreguemines (partie française), dont elle est une commune de la couronne,. Cette aire, qui regroupe 48 communes, est catégorisée dans les aires de 50 000 à moins de 200 000 habitants,.

### Occupation des sols
L'occupation des sols de la commune, telle qu'elle ressort de la base de données européenne d’occupation biophysique des sols Corine Land Cover (CLC), est marquée par l'importance des territoires agricoles (76 % en 2018), en diminution par rapport à 1990 (78,5 %). La répartition détaillée en 2018 est la suivante : 
zones agricoles hétérogènes (53,1 %), prairies (22,6 %), forêts (16,4 %), zones urbanisées (6,9 %), eaux continentales (0,6 %), terres arables (0,3 %), zones humides intérieures (0,2 %). L'évolution de l’occupation des sols de la commune et de ses infrastructures peut être observée sur les différentes représentations cartographiques du territoire : la carte de Cassini (XVIIIe siècle), la carte d'état-major (1820-1866) et les cartes ou photos aériennes de l'IGN pour la période actuelle (1950 à aujourd'hui).

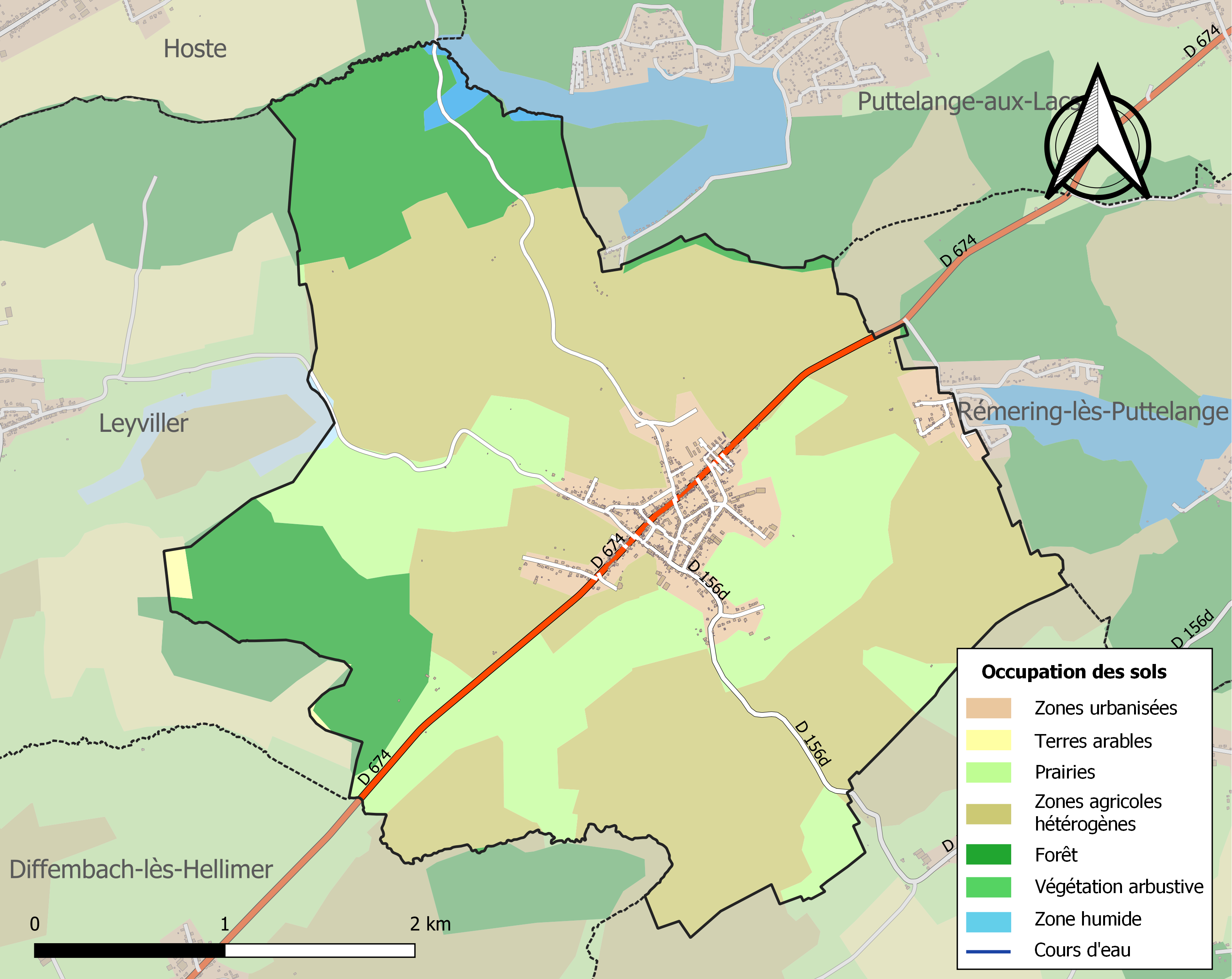
Carte des infrastructures et de l'occupation des sols de la commune en 2018 (CLC).

### Logement
En 2009, le nombre total de logements dans la commune était de 413, alors qu'il était de 352 en 1999.
Parmi ces logements, 90,5 % étaient des résidences principales, 0,6 % des résidences secondaires et 8,9 % des logements vacants. Ces logements étaient pour 80,1 % d'entre eux des maisons individuelles et pour 19,7 % des appartements.
La proportion des résidences principales, propriétés de leurs occupants était de 81,4 %, en augmentation par rapport à 1999 (73,4 %).

## Toponymie
- 1285 : Rorbach in Zellekowe
- 1409 : Rorbach
- 1594 : Saint-Jean de Rorbach
- 1793 : Saint Jean Rohrbach
- En francique lorrain : Gehonns-Roerboch[14], en allemand : Johannsrohrbach (1871-1918).

## Histoire
- Dépendait de l'ancienne province de Lorraine, le comte de Sarrewerden était le voué ; fief des seigneurs de Créhange, de Salm et de Puttelange.
- Siège d'un fief lorrain sous la châtellenie de Dieuze.
- Saint-Jean-Rohrbach et le hameau ruiné de Weiler qui lui était contigu, appartenaient à la maison de Créhange, puis aux comtes de Puttelange apres 1687.

## Politique et administration
| Période                                  | Période  | Identité        | Étiquette | Qualité |
| ---------------------------------------- | -------- | --------------- | --------- | ------- |
| Les données manquantes sont à compléter. |          |                 |           |         |
| 1977                                     | 1995     | Gabriel Schatz  |           |         |
| mars 1995                                | En cours | Cyrille Fetique |           |         |

## Population et société

### Démographie
L'évolution du nombre d'habitants est connue à travers les recensements de la population effectués dans la commune depuis 1793. Pour les communes de moins de 10 000 habitants, une enquête de recensement portant sur toute la population est réalisée tous les cinq ans, les populations de référence des années intermédiaires étant quant à elles estimées par interpolation ou extrapolation. Pour la commune, le premier recensement exhaustif entrant dans le cadre du nouveau dispositif a été réalisé en 2005.

En 2022, la commune comptait 963 habitants, en évolution de −1,63 % par rapport à 2016 (Moselle : +0,52 %, France hors Mayotte : +2,11 %).
| 1793 | 1800 | 1806 | 1821 | 1836  | 1841  | 1861  | 1866 | 1871 |
| ---- | ---- | ---- | ---- | ----- | ----- | ----- | ---- | ---- |
| 670  | 776  | 859  | 895  | 1 033 | 1 046 | 1 014 | 975  | 929  |

| 1875 | 1880 | 1885 | 1890 | 1895 | 1900 | 1905 | 1910 | 1921 |
| ---- | ---- | ---- | ---- | ---- | ---- | ---- | ---- | ---- |
| 920  | 882  | 798  | 779  | 763  | 733  | 711  | 699  | 671  |

| 1926 | 1931 | 1936 | 1946 | 1954 | 1962 | 1968 | 1975 | 1982 |
| ---- | ---- | ---- | ---- | ---- | ---- | ---- | ---- | ---- |
| 701  | 659  | 652  | 670  | 748  | 771  | 862  | 861  | 942  |

| 1990 | 1999 | 2005 | 2006 | 2010  | 2015 | 2020 | 2022 | - |
| ---- | ---- | ---- | ---- | ----- | ---- | ---- | ---- | - |
| 897  | 958  | 942  | 933  | 1 003 | 988  | 969  | 963  | - |

## Vie locale

### Enseignement
- 1 école maternelle publique[19].
- 1 école élémentaire publique[20].

Collège de rattachement: collège Jean-Baptiste Eblé à Puttelange-aux-Lacs.

### Santé
Il y a deux infirmières dans la commune.

## Culture locale et patrimoine

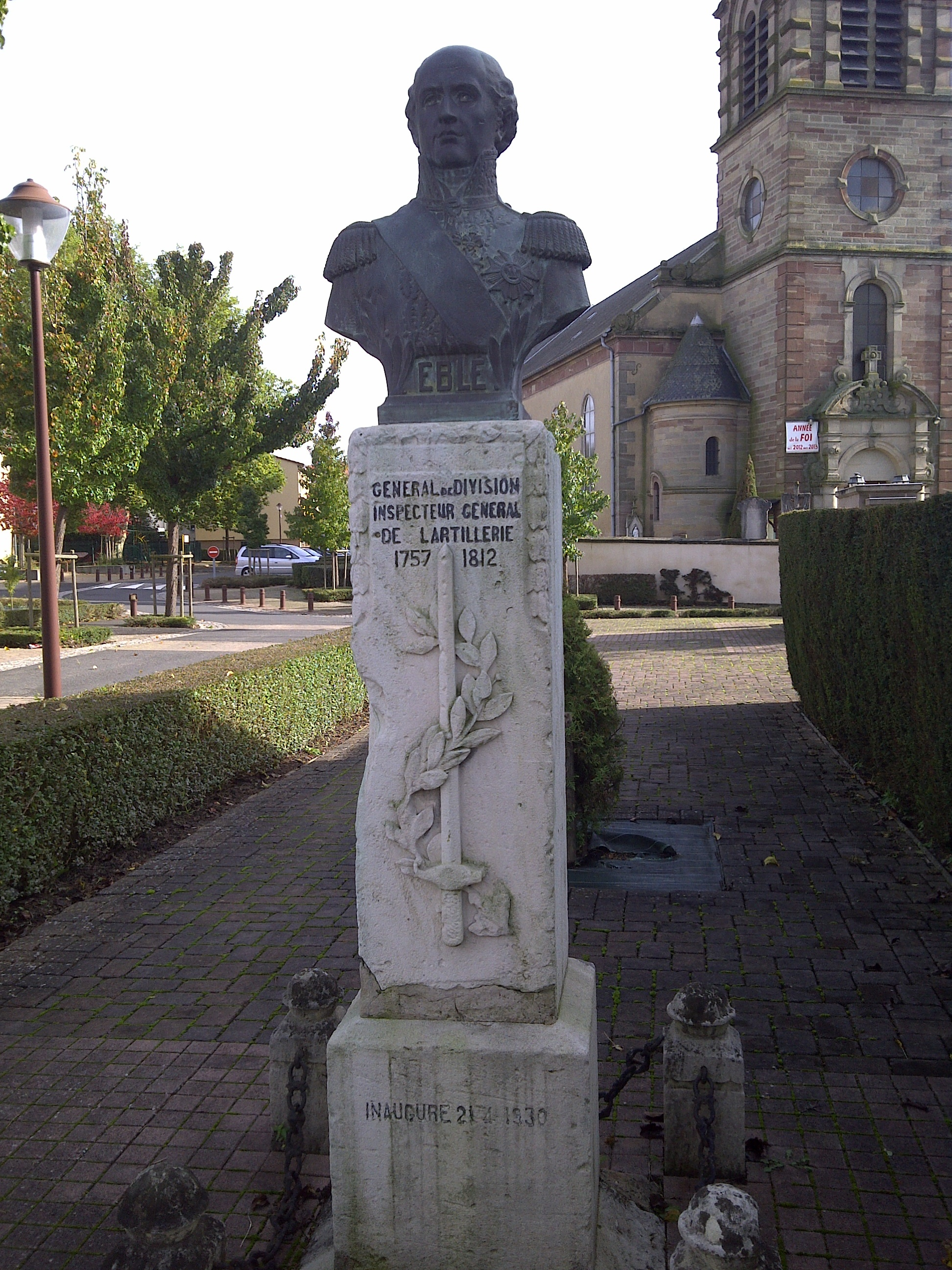
Statue de Jean-Baptiste Eblé à Saint-Jean-Rohrbach.

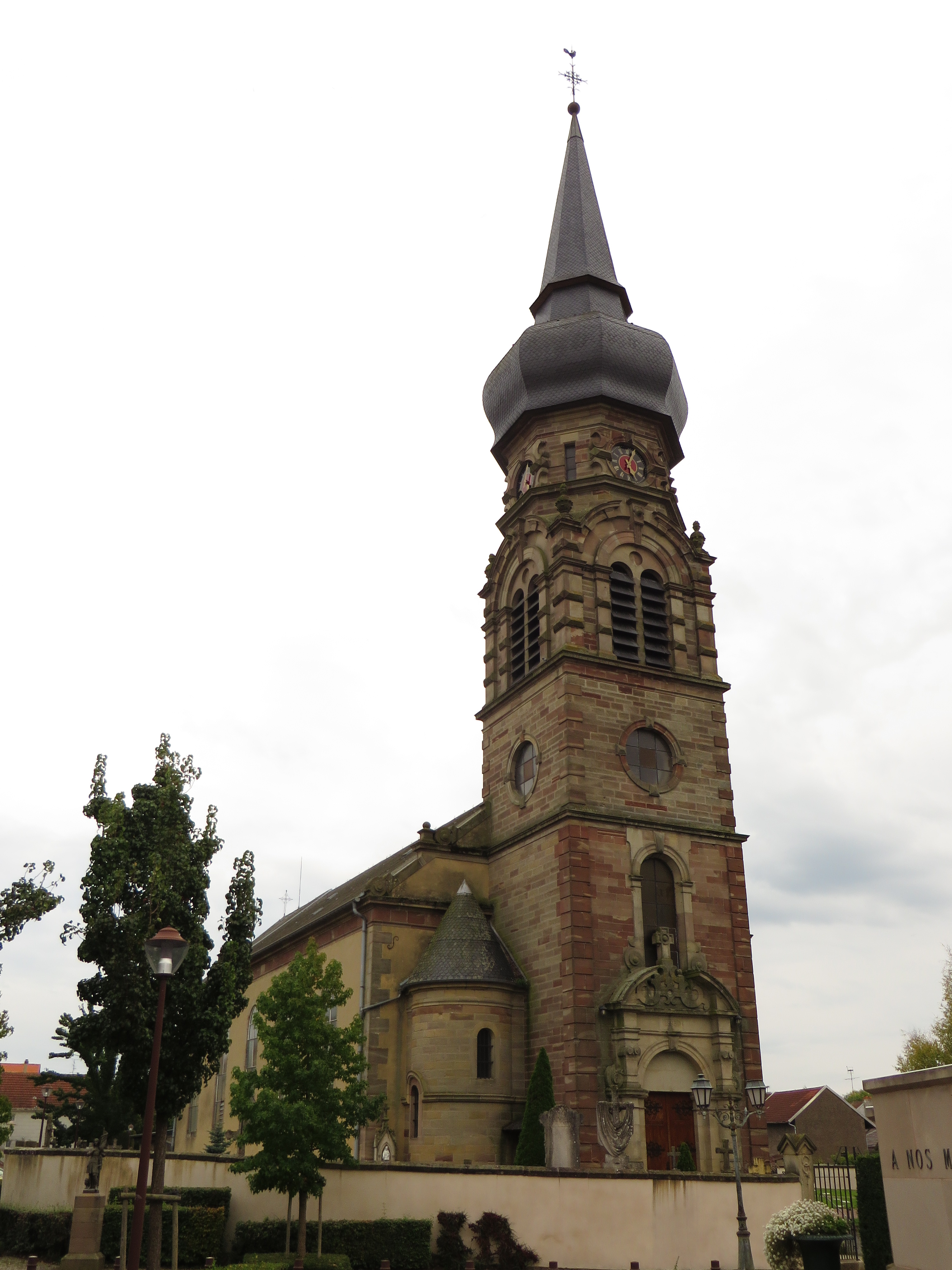
Église Saint-Jean-Baptiste

### Lieux et monuments
- Monument du général Eblé.
- Monument aux morts.
- Église Saint-Jean-Baptiste de 1729, restaurée en 1893 , avec une cloche de 1540 ; un nouvel autel en marbre y est consacré par l'évêque Philippe Ballot le 7 novembre 2023[22].

### Personnalités liées à la commune
- Jean-Baptiste Eblé (1757-1812), général d'Empire, il s'illustra entre autres comme commandant des pontonniers durant la retraite de Russie en construisant deux ponts sur la Berezina pour permettre à la Grande Armée en déroute de franchir la rivière et meurt d'épuisement.
- Angèle Dufflo (1950-2017), vice Présidente de la Région Lorraine (2010-2015)
- Julie Beckrich (née en 1985), journaliste à France2, fille d'Angèle Dufflo

### Héraldique
| Blason de Saint-Jean-Rohrbach | Blason  | De gueules à la hache contournée d'or, à la fasce ondée d'argent chargée d'un roseau de sinople brochant. |
| Blason de Saint-Jean-Rohrbach | Détails | Le statut officiel du blason reste à déterminer.                                                          |

## Galerie

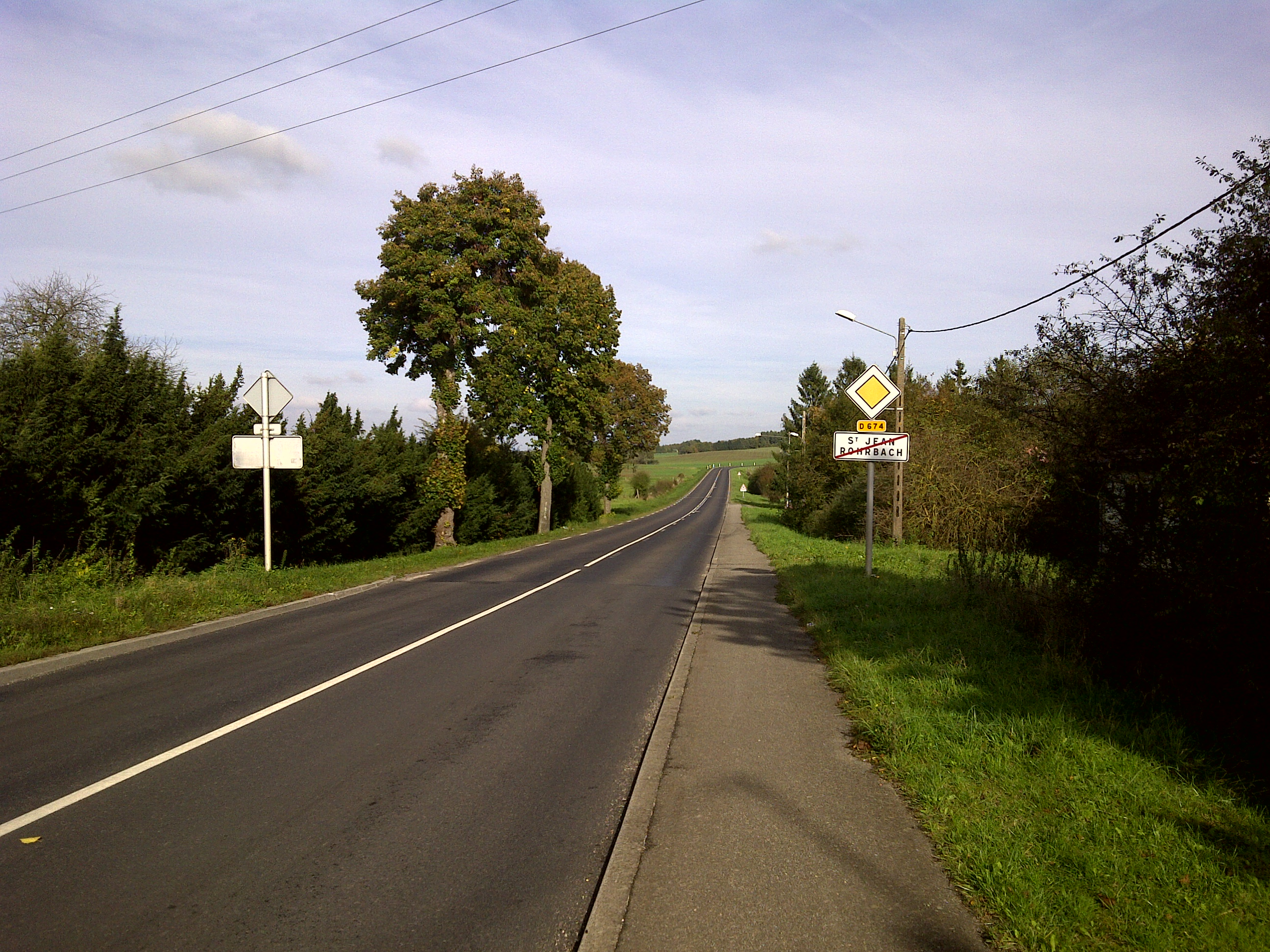
Fin du village en direction de Puttelange-aux-Lacs (route départementale 674).
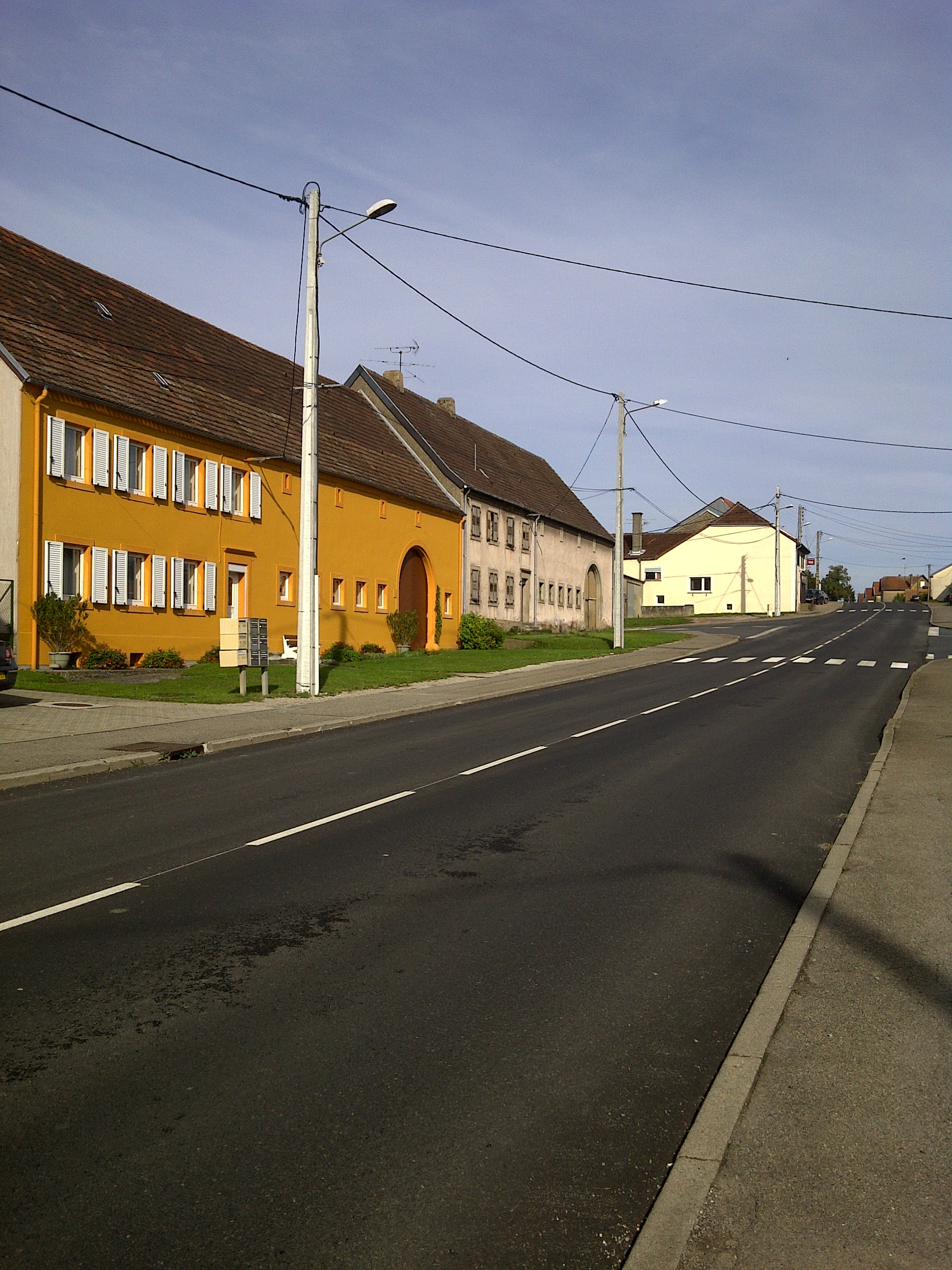
Route départementale 674 près de la mairie.
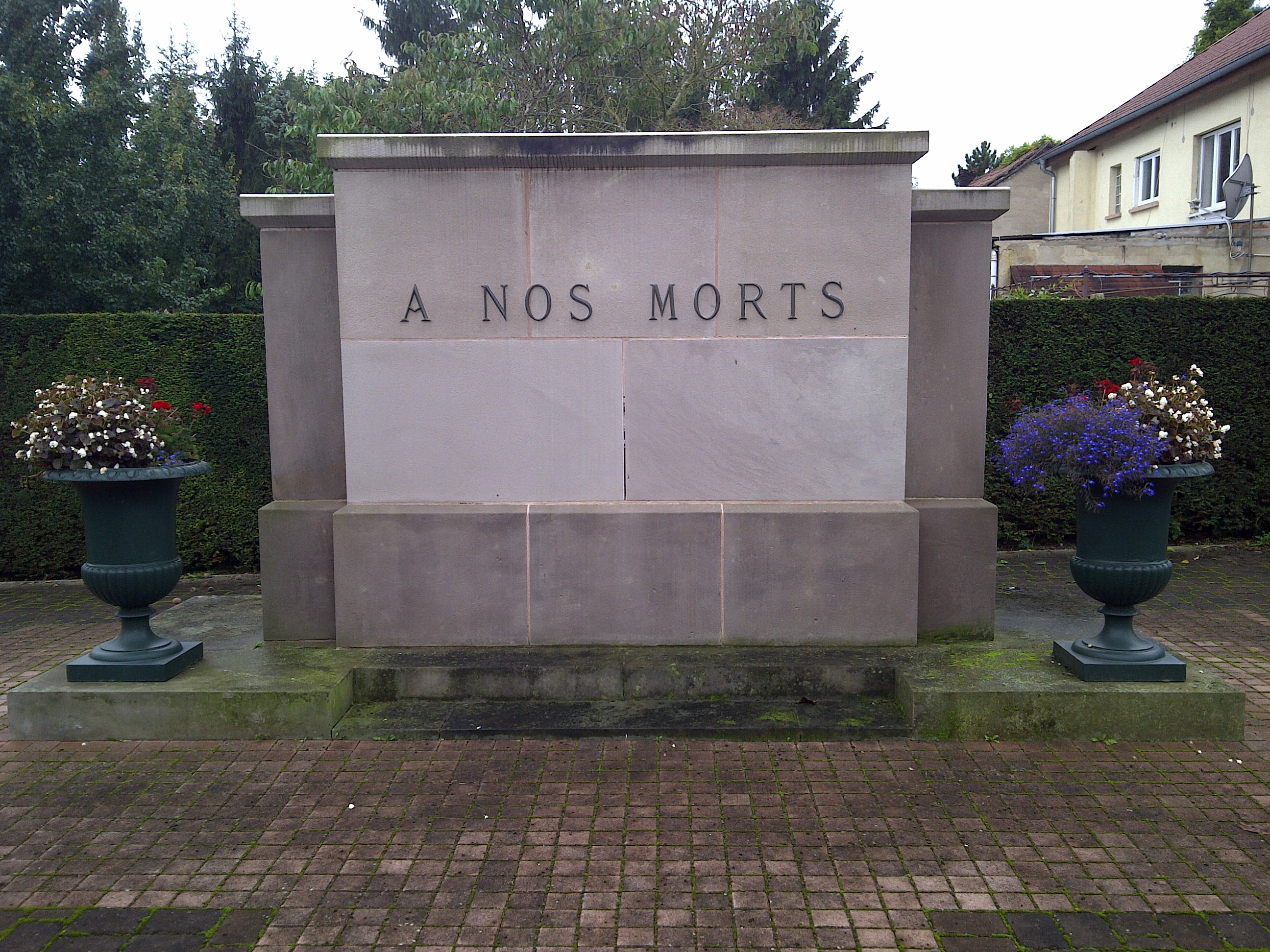
Monument aux morts.